# Johan Ulrik Quensel
Johan Ulrik Quensel, född 12 mars 1824 i Malmö, död där 30 november 1894, var en svensk bankdirektör och kommunalpolitiker. Han var son till Eberhard Quensel och far till Ulrik Quensel.
Quensel blev student vid Lunds universitet 1840, promoverades till filosofie magister 1844 och till filosofie jubeldoktor 1894. Han blev ordinarie lärare vid Malmö läroverk 1850 och chef för Skånes Enskilda Banks kontor i Malmö 1861. Han var ordförande i Malmö stadsfullmäktige 1873–1878 och 1886–1892. Quensel är begraven på Gamla kyrkogården i Malmö.